# Sparisoma frondosum
Sparisoma frondosum е вид бодлоперка от семейство Scaridae.

## Разпространение и местообитание
Видът е разпространен в Аруба, Бонер, Бразилия, Венецуела, Гренада, Кюрасао, Саба, Сен Естатиус и Тринидад и Тобаго.
Обитава морета и рифове. Среща се на дълбочина от 2,3 до 45 m, при температура на водата от 26,3 до 27,1 °C и соленост 36,2 – 37,2 ‰.

## Описание
На дължина достигат до 34,5 cm.